# Batalha de Néferis (147 a.C.)
A Batalha de Néferis foi a segunda batalha da Terceira Guerra Púnica travada em Néferis em 147 a.C. entre as forças da República Romana, comandadas por Cipião Emiliano, e as cartaginesas, lideradas pelo general Diógenes de Cartago.

## Contexto
Depois da derrota romana na Batalha do Porto de Cartago, Cipião Emiliano decidiu destruir o exército cartaginês em Néferis, uma fortaleza localizada ao sul da capital e onde, no ano anterior, os romanos haviam sido derrotados por Asdrúbal, o Beotarca, na Primeira Batalha de Néferis.

## Batalha
Em 147 a.C., os romanos bloqueavam Cartago e impediam que suprimentos fossem enviados aos defensores de Néferis, cuja guarnição era comandada por Diógenes. Cipião cercou o acampamento cartaginês e forçou a batalha. Cercados por todos os lados, os cartagineses foram completamente destruídos, perdendo milhares de soldados. A maioria dos sobreviventes foi capturada e apenas 4 000 conseguiram escapar. A captura de Néferis foi um ponto de inflexão para o moral das forças cartagineses, cuja capital cairia meses depois na Batalha de Cartago.